# Farwell, Texas
Farwell är administrativ huvudort i Parmer County i Texas. Enligt 2010 års folkräkning hade Farwell 1 363 invånare.